# Gruia (gmina)
Gruia – gmina w Rumunii, w okręgu Mehedinți. Obejmuje miejscowości Gruia, Izvoarele i Poiana Gruii. W 2011 roku liczyła 3030 mieszkańców.